# Ninus Nestorović
Ninus Nestorović je novinar i satiričar iz Republike Srbije.

## Biografija
Rođen je 1965. godine u Smederevskoj Palanci.
Živi i radi u Novom Sadu. Član je Društva književnika Vojvodine, gde je i predsednik Sekcije humorista i satiričara. Njegovi aforizmi su prevođeni na: Italijanski, poljski, španski, engleski, slovenački, bugarski, makedonski, ruski, češki, baskijski, mađarski, rumunski i nemački jezik. Zastupljen je u antologijama srpskog aforizma, koje su prevedene i objavljene u Italiji, Baskiji, Poljskoj, Sloveniji, Rumuniji i Rusiji.

## Bibliografija
Objavio je šest knjiga aforizama:
- Izgužvane misli
- Sizife, Srbine!
- Neraskidiva veza
- Vojna tajna
- Ćuti i plivaj
- Bože, uprosti nam[7]
- priredio antologiju novosadskog aforizma Pečat vremena
- Dyktator i ja (2021) na poljskom jeziku[8]
- Odbrani aforizmi (2022) na makedonskom jeziku
- Bože, uprosti nam (2023) na slovačkom jeziku[9]
- 11:52 [10]

## Nagrade
Dobitnik je više značajnih nagrada:
- VIB-ove nagrade koju dodeljuje list "Politika"
- Zlatne kacige na Međunarodnom festivalu humora i satire u Kruševcu
- Četiri prve, tri druge i dve treće nagrade za aforizam na Čivijadi u Šapcu
- Nagrade "Bijeli Pavle" za najboljeg aforističara na 5. crnogorskom festivalu humora i satire u Danilovgradu
- Nagrade "Dimitrije Frušić" koju dodeljuje Društvo novinara Vojvodine (DNV), Novi Sad
- Zlatne plakete za aforizam na 14. Međunarodnom festivalu aforizma i karikature - Strumica 2013.
- Nagrade "Vuk Gligorijević" na 11. Satira-festu (2013)
- Najbolja knjiga aforizama 2014.
- Nagrada Nadži Naman 2015.
- Nagrada za najbolje aforizme - "Čivijada" 2017.
- Nagrada "Vuk Gligorijević" na 16. Satira Festu (2018)
- Nagrada za najbolje aforizme - "Čivijada" 2019.
- Zlatna plaketa za aforizam na 21. Međunarodnom festivalu aforizma i karikature - Strumica 2020.
- Nagrada „Tipar” 2020.[11]
- Srebrna plaketa „Jas, Itar Pejo” (Makedonija) 2020.[12]
- Nagrada „Radoje Domanović”  (2021) - koju dodeljuje Udruženje književnika Srbije (UKS)
- Nagrada za najboljeg aforističara u okviru „Letnjeg uličnog erskog kabarea” u Čajetini, 2016., 2021.
- Nagrada „Radomir Racković” na XXI Festivalu humora i satire u Danilovgradu (2021)
- Nagrada „Jovan Hadži-Kostić”  (2022)
- Nagrada „Laza Kostić” (Udruženje novinara Srbije) - 2022.[13]
- Zlatna plaketa za aforizam - Festival karikature i aforizma - Strumica 2024.[14]
- Prva nagrada - Dani satire „Pavle Tončić” - Žitkovac 2024.

## Recenzije
ㅤ
Jovan Zafirović
Jedan od najvećih uzora, ako mogu da kažem i jedan od najvećih učitelja je Ninus Nestorović kojeg svakodnevno čitam i crpim deo inspiracije. Mislim da je to čovek sa najoštrijim perom u svetu satire, koji već nekoliko decenija piše i ne menja svoj način i nije otupio svoju oštricu. I zbog toga mi je uzor, jer bih želeo da i ja tako dugo ostanem buntovan.
Milan Todorov, satiričar
Aforizmi Ninusa Nestorovića imaju jedan novi, moderan i šarmantan, rekao bih, mangupsko velegradski pristup ozbiljnim društvenim temama. Upravo ta nekonvencionalnost na kojoj Nestorović verovatno nesvesno insistira, čini ga prepoznatljivim i popularnim piscem. Ne bi trebalo zanemariti ni njegov izraženi smisao za estradno kazivanje aforizama (isto kao i Čotrićev) koji doprinosi popularizaciji vrste. Uostalom, svojevremeno je tako mladi Matija Bećković harao beogradskim književnim mitinzima popularišući liriku satirične provenijencije i to sa ogromnim uspehom. Aforističari moraju danas da koriste javne književne večeri da bi probili gluvi zid birokratskih struktura u književnoj kritici i forumima koji izdvajaju novac za muziku, recimo, a za aforizam ništa. Aforizam je, najzad, najprijemčiviji vid književnog obraćanja svetu u doba Interneta i nestašice vremena.
Petar Peca Popović
...Neki dan dođoh do novih umotvorina Ninusa Nestorovića. Dužnost mi nalaže da neke od njih podelim sa čitaocima ove rubrike. Zaslužuju . Jedan je od žonglera asocijacija i kolažiranja citata koji se ne ustručavaju da ispolje svoju duhovitost kao angažman. Takva intelektualna pronicljivost, višeslojno značenje i poruke, lepota stila i volšebna darovitost... to je zbirka pažljivo redigovanih mikroromana. I dalje bravurozan po pitanju kalambura, Ninus svojim aforizmima ostavlja misaoni trag posvećen paradoksima savremenog života. Originalno i snažno književno delo kao sinteza literature i filozofije. Sve što Ninus radi samo je mala kap u okeanu našeg poraza. Ali, okean bi bez te kapi bio komplikovaniji za brodolomnike. Jeste da nas taj poker (Kesić, Žanetić, Ljubičić, Petrović i Ivanović) uredno razgaljuje na televiziji, ali se ne smeju gubiti iz vida ni majstori iz Baljkovog ešalona. U zemlji gde svaka vrsta vlasti poprima formu bajne egzistencije, valja imati uvid u ispise „zaoštrenih pera“ kao načina neslaganja i nemirenja sa primećenim „nelogičnostima“ takvog društva i uspostavljene nesnosne stvarnosti...
Profesor Žarko Trebješanin
Velika književna vrednost Nestorovićevih satiričnih dragulja je prevashodno u njihovoj izbrušenosti. U njima nema ničeg suvišnog, nepotrebnog. Njihova lepota je u jasnoći, preciznosti i kratkoći. Njegove jezičke strelice su ubitačne jer su dobro zaoštrene i nepogrešivo, laserski precizno pogađaju u samo središte mete, u najbolniju tačku. Nestorovićevi satirični aforizmi su krajnje promišljeni, duboko proživljeni i zato su istinski subverzivni, opori, gorki i surovo tačni.
Tajna veličine i neodoljive privlačnosti Nestorovićeve knjige Bože, uprosti nam je u izvanredno inteligentnom i strogom odbiru aforizama od koje je sačinjena. (Ne treba mnogo pameti pa pretpostaviti da i naš izvrsni aforističar može da „zadrema“ i da napiše po neki osrednji aforizam, ali je dovoljno mudar i lišen sujete, pa ga neće objaviti). Na gotovo svakoj stranici ove sjajne knjige, nalaze se biser do bisera. Zato što je tako jezički kondenzovana, a misaono, semantički gusta i slojevita, višeznačna, ona se čita koncentrisano, sporo, sa uživanjem književnog sladokusca, koji svakim ponovnim čitanjem otkriva nova značenja.
Edvard Jukić, novinar
Ninus Nestorović nije od onih autora koji plene zavodljivim rečenicama koje mame smeh. Njegovi aforizmi su opori, podsećaju na ratove devedesetih, počinjene zločine, neograničenu vlast vođa u totalitarnom društvu, raspad morala, siromašenje srednjeg sloja, korumpiranost političara, sveprisutnu glupost i licemerje...
Nenad Mandić, novinar
Kad neko počne da pegla izgužvane misli i proglasi Sizifa Srbinom, sigurno čuva neku vojnu tajnu, pa samim tim dolazi u neraskidivu vezu sa ulicom i počne da misli o sebi da je kralj. Iako prva rečenica deluje nepovezano, iskošene reči odaju dela novinara i aforističara Ninusa Nestorovića. Čovek je zahvaljujući efikasnim, duhovitim rečenicama dobio najznačajnije nagrade i jedan je od najcenjenijih likova iz Beogradskog aforističarskog kruga. Kad Ninus napiše aforizam, nema milosti! Hrabar je, nema šta! Valjda zato na njegovom sajtu lepo piše:“Čitate na sopstvenu odgovornost!“
Rajko Dvizac, pisac i novinar
Ninusa Nestorovića poznajem od početka njegovog stvaralaštva. Od onih prvih, probnih balona kao aforističara. O njemu mogu da govorim samo iz srca, jer odavno je u njega ušao svojim talentom, znanjem, veštinom baratanja teških i lakih reći... Njegovim britkim perom. Uspevao je svih ovih godina da eskivira zamke lažne patetike i servilnosti. Uvek se trudio da pogađa metu pravo u centar. i - pogađao je stotinu puta. Precizno do bola, jasno i nepismenima. Nažalost, kod nas se Dobri i Kvalitetni ljudi retko javno hvale... A Ninus Nestorović zaslužuje i više od reči hvale, od papirne zahvalnice. Njegovi aforizmi su svetlo u tunelu vremena u kome živi i stvara. Ili narodski rečeno: Prijaju kao rasol posle svakodnevnog medijskog mamurluka...Bude one koji još uvek mogu da se probude. Čestitam mu na tome. Neka samo tako nastavi... Bez uvijanja ću javno reći i ovo: Ninus Nestorović je Pečat ovog vremena. Budućnost će pokazati da sam bio u pravu.
Predrag Popović, novinar
Ako je aforizam „dribling duha na malom prostoru“, onda je Ninus Nestorović srpski Maradona.
Na svom sajtu, Ninus upozorava konzumente njegovih dela da ih čitaju „na vlastitu odgovornost“. Čak i oni koji nisu imali prilike da se suoče sa njegovom satirom, lako će u njoj prepoznati i sebe i svoje društveno okruženje…
Profesor dr. Ratko Božović
Što se aforizma i inteligencije tiče, baš kao i nedvosmislenosti aforizma, to se u najvećoj meri odnosi i na satirično stvaralaštvo Ninusa Nestorovića. Njegova ironična smehovitost pripada onoj vrsti humora koju je Oskar Vajld bliže odredio kao „intelekt dok švrlja“.
Divna Bijelić
Svaka čast Ninusu Nestoroviću! Njegovi aforizmi izrazito oslikavaju baš sve životne prilike u našoj zemlji. Na najsuroviji način, kao što je i sam život ovde surov.
Milan Beštić
predgovor za knjigu Izgužvane misli
…Brojni su Nestorovićevi aforizmi vredni pažnje i analize, kako po tematskoj obuhvatnosti, tako i po nivou stila. Uspešan je u uočavanju paradoksa koji sam predmet aforističarskog uobličavanja u sebi nosi, ali i u upotrebi retoričkih stilskih sredstava kojima se postiže paradoks u izrazu, što iskazu daje umetnički oblik.
Rade Jovanović
predgovor za knjigu „Neraskidiva veza“
Očigledno je da je Ninusova treća knjiga sreća za srpsku satiru i aforistiku i izuzetan poklon za brojnu čitalačku publiku i poklonike ove literature. Mada autorova sreća neće biti kompletna dok ne doživi da mu se i sopstveni narod, ne Sizifofski, ugura, već dostojanstveno i gospodski ušeta u Evropu i u treći milenijum, makar po cenu da aforističar Ninus ostane bez posla. (Verovatno istovremeno kad i Sizif završi svoj posao!).
Međutim, plašimo se, vaspitno-obrazovni efekat Ninusove NERASKIDIVE VEZE biće, na žalost, još jedna potvrda stare istine našeg naroda: „Pametnima ne vredi pričati (niti pisati). Oni sve razumeju!“ Ostali Srbi su u „neraskidivoj vezi“ sa nebeskom Srbijom.
Slobodan Simić
predgovor za knjigu „Vojna tajna“
Ninus – ime i zaštitni znak. Ime – našeg aforističara iz prve postave Beogradskog aforističkog kruga. Zaštitni znak – dobrog, veštog i kvalitetno napisanog satiričnog aforizma. A zaštitni znak nije lako napraviti. Počelo je to od prve Ninusove knjige „Izgužvane misli“ iz 1997. godine, gde je najavio talenat, preko odlične i kvalitetne „Sizife, Srbine“ iz 1999. godine, posle koje je usledila i Vibova nagrada 2000. godine, do najboljih „Neraskidivih veza“ iz 2003. godine koja je potvrdila iskazani kvalitet i uvela aforističara u društvo najboljih. Kroz tu kratku, za aforističara prekratku istoriju od samo šest godina, mogao se pratiti rapidni razvoj i napredak nadarenog pisca. Izraženog nerva za satiru i satirično, on je „iz svih oružja“ raspalio po gluposti, licemerju i hipokriziji na svakom koraku i u svakom pojavnom obliku. Posebno mu se mora odati priznanje za izuzetnu literarnu i ličnu hrabrost, jer je svoje najoštrije, najubojitije i najkritičnije aforizme pisao i objavljivao u vremenu mraka i ratova, kada su razum i poštenje, zajedno sa mnogim razumnim i poštenim ljudima, bili prognani daleko od ovog govornog područja.
Vitomir Vita Teofilović
...Ninus kritikuje pojave pomoću njihovih maskiranih pukotina u smislu i značenju, lažnom slikom njihovih sadržaja i vrednosti. Primenjuje istočnjačke borilačke veštine – koristi energiju protivnika kao svoju. To je najefikasniji način destrukcije besmisla – pokazati mu ružnoću i zlobu iznutra....
...Njegovu poetiku možemo najkraće slikovito predstaviti kao ples iščašenih idioma i sintagmi, kao bal vampira na koncertu anahronih mitologema i fantazama koje je moderan svet odavno smestio u muzej. No, utešno je što „Naša rđa ima zlatan sjaj.“
Bojan Rajević
Slojevitost u Nestorovićevim aforizmima se ostvaruje sintezom mikrokonteksta koji su implicitni svakoj riječi, a naročito onim koje aforističar prepozna kao semantički potentne, a utisak je da je odličan aforističar, kakav Nestorović nesumnjivo jeste, u stanju da svaku riječ takvom učini i da potom primijeni i proširi svojstva koja je uočio kao sadržana u riječi i unaprijed data.
Vladimir Dramićanin
Ninus Nestorović tačno zna o čemu piše, zna kako da se približi meti, mada katkad cilja sa bezbedne razdaljine, aristokratskim stilom. Jednom rečju, on je iskusan, prekaljeni pisac, a to njegovo lično empirijsko iskustvo, satiričara, humoriste, ali i velikog mislioca i ta crta pozitivnog ludila, čine ga potpuno drugačijim i neverovatno autentičnim. Gotovo sam ubeđen da je Ninus Nestorović možda i jedini humorista koji je svojim stilom pisanja i načinom promišljanja, najbliži samom sebi – potpuno je originalan, često ne škrtari na rečima, za njega ne postoje pravila – kako treba pisati, koju formu treba pratiti ili kojoj crkvi se prikloniti, i u tome je dosledan. Zato i tvrdim da je pomalo lud, a to njegovo pozitivno ludilo je upravo ono što ga izdvaja od većine pisaca kratkih, a po mogućstvu kritičko-duhovitih misli – sve može da se nauči, ali taj pozitivni nervni disbalans, ili imaš, ili nemaš!
Miodrag Stošić
Krajem osamdesetih, aforizam napušta lirski i šarmantni radovićevski šinjel i sve više se naslanja na jaka pleća Brane Crnčevića. Nadolazeće devedesete su najzad porodile savremeni srpski aforizam, i to bez epiduralne injekcije. Taj aforizam izleće brzo ali dugo putuje. Duhovit je ali nije smešan. Smejući se, ne hvatate se za stomak već za glavu. On ide glavom u zid i ostaje na tom zidu kao parola, grafit i kao krik poniženih i uvređenih. Ukratko, to su oni aforizmi koje piše Ninus Nestorović.
Valeriu Butulescu
Ninus Nestorović: Piše na Balkanu. Ali, njegova suptilna ironija pobeđuje. Zna da u nekoliko reči stavi mnogo ideja. Uvek stavi prst na ranu. Ne da je sakrije, već da je izleči. Ima nešto u izgledu na Novaka Đokovića, i iste one nemilosrdne udarce.
Eva Radomska
Najnovija knjiga Ninusa Nestorovića  je velika privilegija za otkrivanje istine o politici, istoriji i sebi, iznova i iznova. „Istina je naš najveći neprijatelj. Nikada se s njom nećemo pomiriti ...“ - kaže on. Međutim, bez istine, sve se urušava kao temelj zasnovan na laži je poput biča peska. Stoga vredi posegnuti za knjigom autorovih misli da bisteosetili njenu moć ...

## Spoljašnje veze
- http://www.ninusaforizmi.wordpress.com
- http://www.montenegrina.net/umjetnost/humor-satira-karikatura/gostionica-duha/ninus-nestorovic-srbija/
- http://www.jovonikolic.com/ninusnaitalblogu.htm Архивирано на веб-сајту  (2. новембар 2012)
- http://aforisticamente.com/2010/10/28/ninus-nestorovic/
- http://www.jamesgeary.com/blog/aphorisms-by-ninus-nertorovic/
- http://www.kul-tim.net/?p=6969
- http://www.alma.rs/autori/nestorovic.html
- https://web.archive.org/web/20110210191853/http://www.banaterra.eu/srpski/biblioteka/nestorovic.htm
- https://web.archive.org/web/20130313200619/http://www.cytaty.grafbox.pl/biografia/ninus_nestorovic.php
- http://www.shoyher.narod.ru/Portret_fajl/nesterovich.html
- http://www.mc.rs/code/navigate.aspx?Id=6&eventId=40728%5B%5D
- http://www.tanjug.rs/novosti/79126/ninusu-nestorovicu-zlatna-plaketa-festivala-strumica.htm Архивирано на веб-сајту  (7. март 2013)
- http://www.jovonikolic.com/odrzan-satira-fest-2013 Архивирано на веб-сајту  (17. август 2014)
- http://www.021.rs/Novi-Sad/Vesti/Knjiga-Ninusa-Nestorovica-najbolja-zbirka-aforizama.html
- http://www.ljudnica.me/cuti-i-plivaj-autora-ninusa-nestorovica-najbolja-knjiga-aforizama-u-2014-godini/ Архивирано на веб-сајту  (4. март 2016)
- http://www.naslovi.net/2015-01-15/radio-021/knjiga-ninusa-nestorovica-najbolja-zbirka-aforizama/13056690 Архивирано на веб-сајту  (4. март 2016)
- http://www.vesti.rs/Vesti/Najbolja-knjiga-aforizama-u-2014.html
- http://www.dan.co.me/?nivo=3&rubrika=Kultura&datum=2015-01-21&clanak=472308&naslov=Politi%E8ari+zaslu%BEili+mjesto+u+aforizmu
- https://web.archive.org/web/20150201021417/http://glassrbije.org/kultura/%C4%8Dlanak/zbirka-ninusa-nestorovi%C4%87a-najbolja-knjiga-aforizama-u-2014
- http://afirmator.org/vitomir-teofilovic-cuti-i-plivaj-ninusa-nestorovica/ Архивирано на веб-сајту  (15. март 2017)
- http://www.021.rs/Novi-Sad/Vesti/Novosadskom-satiricaru-Ninusu-Nestorovicu-nagrada-Nadzi-Naman.html
- http://www.najinaaman.org/page233.html
- http://www.rtv.rs/sr_lat/zivot/kultura/ninusu-nestorovicu-nagrada-za-najbolji-aforizam_742801.html
- https://www.uns.org.rs/desk/UNS-news/135763/ninusu-nestorovicu-urucena-nagrada-za-novinsku-satiru-jovan-hadzi-kostic.html